# (32388) 2000 QU201
2000 QU201 (asteroide 32388) é um asteroide da cintura principal. Possui uma excentricidade de 0.10339110 e uma inclinação de 11.39819º.
Este asteroide foi descoberto no dia 29 de agosto de 2000 por LINEAR em Socorro.